# Big Arm n.º 251
Big Arm n.º 251 es un municipio rural canadiense situado en la provincia de Saskatchewan.

## Superficie
Big Arm n.º 251 tiene una superficie de 689,35 km².

## Demografía
En 2021, tenía 184 habitantes, una densidad poblacional de 0,3 hab./km², y 118 viviendas.